# Grafton (Nebraska)
Pour les articles homonymes, voir Grafton.
Grafton est un village du comté de Fillmore (Nebraska), au nord des États-Unis d’Amérique. La commune compte 152 habitants en l’an 2000. 